# Leptotarsus (Habromastix) remotus
Leptotarsus (Habromastix) remotus is een tweevleugelige uit de familie langpootmuggen (Tipulidae). De soort komt voor in het Australaziatisch gebied.